# Emiliano Contreras
Pour les articles homonymes, voir Contreras.
Emiliano José Contreras Tivani (né le 1er juillet 1994 à San Juan) est un coureur cycliste argentin, membre de l'équipe Chimbas Te Quiero.

## Biographie
Après plusieurs podiums aux championnats d'Argentine juniors (moins de 19 ans), Emiliano Contreras est recruté par l'équipe Municipalidad de Pocito. Jusqu'alors peu connu, il se révèle lors du Tour de San Luis 2014 en terminant deuxième de l'étape inaugurale à Villa Mercedes, où il est seulement devancé par son compagnon d'échappée Phillip Gaimon. Cette performance est particulièrement saluée par les suiveurs locaux, d'autant plus qu'il s'agit de sa première participation à une compétition professionnelle,. 
En 2015, il s'impose sur la course en ligne et le contre-la-montre des championnats d'Argentine espoirs (moins de 23 ans). Il participe également à plusieurs courses en Italie sous les couleurs de sa sélection nationale, sans toutefois obtenir de résultats notables. Il poursuit ensuite sa carrière en se cantonnant principalement aux épreuves du calendrier argentin
Lors de la saison 2022, il s'illustre en devenant champion panaméricain et champion d'Argentine sur route. 

## Palmarès sur route

### Par année
- 2011
  - 2e du championnat d'Argentine sur route juniors
- 2012
  - 3e du championnat d'Argentine du contre-la-montre juniors
- 2015
  -  Champion d'Argentine sur route espoirs
  -  Champion d'Argentine du contre-la-montre espoirs
- 2016
  -  Champion d'Argentine du contre-la-montre espoirs
  - 2e étape du Tour de Mendoza
  - Prologue du Giro del Sol San Juan (contre-la-montre par équipes)
- 2017
  - Prologue du Tour de Mendoza (contre-la-montre par équipes)
  - 3e étape du Tour de Sarmiento
- 2018
  - Vuelta a Valle Fértil :
    - Classement général
    - 3e étape
- 2019
  - 3e du Giro del Sol San Juan
- 2020
  - Gran Premio Rawson
- 2022
  -  Champion panaméricain sur route
  -  Champion d'Argentine sur route
  - 2e étape de la Doble Calingasta
- 2023
  - Doble Cerrillo
  - 3e du Giro del Sol San Juan
- 2024
  - 3e étape du Grand Prix Club Olimpia

### Classements mondiaux
| Année                                 | 2014 | 2015 | 2016 | 2017 | 2018 | 2019 | 2020 | 2021 | 2022 | 2023  |
| ------------------------------------- | ---- | ---- | ---- | ---- | ---- | ---- | ---- | ---- | ---- | ----- |
| Classement mondial                    |      |      | nc   | nc   | nc   | nc   | nc   | nc   | 254e | 1556e |
| UCI America Tour                      | 220e | 302e | nc   | nc   | nc   | nc   | nc   | nc   | 18e  | nc    |
|                                       |      |      |      |      |      |      |      |      |      |       |
| Légende : nc = non classéSource : UCI |      |      |      |      |      |      |      |      |      |       |

## Palmarès sur piste

### Championnats nationaux
- 2017
  -  Champion d'Argentine de poursuite par équipes (avec Rubén Ramos, Leonardo Rodríguez et Jorge Pi)[4]